# Listă de conducători de stat din 1910
1906 - 1907 - 1908 - 1909 - 1910 - 1911 - 1912 - 1913 - 1914
Aceasta este o listă a conducătorilor de stat din anul 1910:

## Europa
- Anglia: Eduard al VII-lea (rege din dinastia Saxa-Coburg-Gotha=Windsor, 1901-1910) și George al V-lea (rege din dinastia Windsor, 1910-1936)
- Austria: Francisc Iosif (împărat din dinastia de Habsburg-Lorena, 1848-1916; totodată, rege al Cehiei, 1848-1916; totodată, rege al Ungariei, 1848/1867-1916)
- Bavaria: Otto (Wilhelm Luitpold Adalbert Waldemar) (rege din dinastia de Wittelsbach, 1886-1913)
- Belgia: Albert I (rege din dinastia Saxa-Coburg, 1909-1934)
- Bulgaria: Ferdinand I (cneaz din dinastia de Saxa-Coburg-Gotha, 1887-1918; țar, din 1908)
- Cehia: Francisc Iosif (rege din dinastia de Habsburg-Lorena, 1848-1916; totodată, împărat al Austriei, 1848-1916; totodată, rege al Ungariei, 1848/1867-1916)
- Danemarca: Frederik al VIII-lea (rege din dinastia de Glucksburg, 1906-1912)
- Elveția: Robert Comtesse (președinte, 1904, 1910)
- Franța: Armand Fallieres (președinte, 1906-1913)
- Germania: Wilhelm al II-lea (împărat din dinastia de Hohenzollern, 1888-1918)
- Grecia: George I (rege din dinastia Glucksburg, 1863-1913)
- Imperiul otoman: Mehmed al V-lea Reșad (sultan din dinastia Osmană, 1909-1918)
- Italia: Victor Emmanuel al III-lea (rege din dinastia de Savoia, 1900-1946)
- Liechtenstein: Johannes al II-lea cel Bun (principe, 1858-1929)
- Luxemburg: Wilhelm (mare duce din dinastia de Nassau, 1905-1912)
- Monaco: Albert (principe, 1889-1922)
- Muntenegru: Nicolae (principe din dinastia Petrovic-Njegos, 1860-1918; rege, din 1910)
- Norvegia: Haakon al VII-lea (rege din dinastia de Glucksburg, 1905-1957)
- Olanda: Wilhelmina (regină din dinastia de Orania-Nassau, 1890-1948)
- Portugalia: Manuel al II-lea (rege din dinastia de Braganca-Saxa-Coburg-Kohary, 1908-1910) și Joaquim Teofilo Fernandes Braga (președinte, 1910-1911, 1915)
- România: Carol I (domnitor din dinastia Hohenzollern-Sigmaringen, 1866-1914; rege, din 1881)
- Rusia: Nicolae al II-lea Aleksandrovici (împărat din dinastia Romanov-Holstein-Gottorp, 1894-1917)
- Saxonia: Frederic August al III-lea (Johann Ludwig Karl Gustav Gregor Filip) (rege din dinastia de Wettin, 1904-1918)
- Serbia: Petru I (rege din dinastia Karagheorghevic, 1903-1918; ulterior, rege al Iugoslaviei, 1918-1921)
- Spania: Alfonso al XIII-lea (rege din dinastia de Bourbon, 1886-1931)
- Statul papal: Pius al X-lea (papă, 1903-1914)
- Suedia: Gustav al V-lea (rege din dinastia Bernadotte, 1907-1950)
- Ungaria: Francisc Iosif (rege din dinastia de Habsburg-Lorena, 1848/1867-1916; totodată, împărat al Austriei, 1848-1916; totodată, rege al Cehiei, 1848-1916)

## Africa
- Africa de sud: Herbert John Gladstone (guvernator general, 1910-1914)
- Bagirmi: Abd ar-Rahman al III-lea Gauranga al II-lea (mbang, 1871-1918)
- Barotse: Lubosi (Lewanika) (litunga, 1878-1884, 1885-1916)
- Benin: Ovonramwen (sau Overami) (obba, 1888-1897/1914)
- Buganda: Daudi Chwa al II-lea (kabaka, 1897-1939)
- Bunyoro: Duhaga al II-lea (Andrea Bisereko) (mukama din dinastia Bito, 1902-1924)
- Burundi: Mutaga al IV-lea Nbikije (mwami din a patra dinastie, 1908-1915)
- Darfur: Ali Dinar ibn Zakariyya ibn Muhammad Fadl (sultan, 1898-1916)
- Egipt: Abbas al II-lea Hilmi (vicerege, 1892-1914)
- Ethiopia: Menelik al II-lea (împărat, 1889-1913)
- Imperiul otoman: Mehmed al V-lea Reșad (sultan din dinastia Osmană, 1909-1918)
- Kanem-Bornu: Bukar Garbai (șeic din dinastia Kanembu, 1901-1922)
- Lesotho: Letsie al II-lea (Letsienyane) (rege, 1905-1913)
- Liberia: Arthur Barclay (președinte, 1904-1911)
- Maroc: Moulay Abd al-Hafiz ibn Hassan (sultan din dinastia Alaouită, 1908-1912)
- Munhumutapa: Chioko (rege din dinastia Munhumutapa, 1887-1917)
- Oyo: Lawani (rege, 1905-1911)
- Rwanda: Yuhi al V-lea Musinga (rege, 1896-1931)
- Swaziland: Sobhuza al II-lea (Mona) (rege din clanul Ngwane, 1899-1982)
- Tunisia: Muhammad al V-lea ibn Muhammad (II) an-Nasir (bey din dinastia Husseinizilor, 1906-1922)
- Wadai: Muhammad Saleh (Dudmurrah) (sultan, 1902-1911)
- Zanzibar: Ali ibn Hammud (sultan din dinastia Bu Said, 1902-1911)

## Asia

### Orientul Apropiat
- Afghanistan: Habib-Allah Khan (suveran din dinastia Barakzay, 1901-1919)
- Arabia Saudită: Abd al-Aziz al II-lea ibn Abd ar-Rahman ibn Saud (emir, 1902-1953; sultan, din 1917; rege, din 1932)
- Bahrain: Isa I ibn Ali (emir din dinastia al-Khalifah, 1869-1923)
- Iran: Ahmad Mirza (șah din dinastia Kajarilor, 1909-1925)
- Imperiul otoman: Mehmed al V-lea Reșad (sultan din dinastia Osmană, 1909-1918)
- Kuwait: Mubarak ibn Sabbah (emir din dinastia as-Sabbah, 1896-1915)
- Oman: Faișal ibn Turki (emir din dinastia Bu Said, 1888-1913)
- Qatar: Kasim ibn Muhammad (emir din dinastia at-Thani, 1905-1913)
- Yemen, statul Sanaa: al-Mutauakkil ala-l-lah Yahya ibn Muhammad (imam, 1904-1948; rege, din 1918)

### Orientul Îndepărtat
- Bhutan: Uggyen Wang-chuk (rege din dinastia Wang-Chuk, 1907-1926)
- Brunei: Muhammad Jamal al-Alam al II-lea (sultan, 1906-1924)
- Cambodgea: Sisovath (Prakeo Fra) (rege, 1904-1927)
- China: Puyi (Chantong) (împărat din dinastia manciuriană Qing, 1909-1911)
- Coreea, statul Choson: Sunjong (Yi Wang) (împărat din dinastia Yi, 1907-1910)
- India: John Campbell Hamilton-Gordon (vicerege, 1905-1910; anterior, guvernator general în Canada, 1898-1904) și Charles Hardinge (vicerege, 1910-1916)
- Japonia: Meiji (împărat, 1868-1912)
- Laos, statul Champassak: Chao Nguy (Tiao Ratsadanay) (rege, 1900-1946; guvernator, din 1907)
- Laosul superior: Som Dak Phra Chao Sisavang Vong (rege, 1904-1945; ulterior, rege în Laos, 1945-1959)
- Maldive: Șams ad-Din Muhammad Iskandar (sultan, 1893, 1903-1935)
- Mataram (Jogjakarta): Abd ar-Rahman Amangkubowono al VII-lea (Angabehi) (sultan, 1877-1921)
- Mataram (Surakarta): Pakubowono al X-lea (Witjaksana) (sultan, 1893-1939)
- Nepal, statul Gurkha: Prithvi Bir Bikram Șamșir Jang Bahadur Șah (rege, 1881-1911)
- Rusia: Nicolae al II-lea Aleksandrovici (împărat din dinastia Romanov-Holstein-Gottorp, 1894-1917)
- Thailanda, statul Ayutthaya: Pra Chulachomklao (Chulalongkorn, Rama al V-lea) (rege din dinastia Chakri, 1868-1910) și Pra Mongkut Klao Chaoyuhua (Vajiravudh, Rama al VI-lea) (rege din dinastia Chakri, 1910-1925)
- Tibet: nGag-dbang bLo-bzang Thub-ldan rgya-mtsho (dalai lama, 1876-1933)
- Tibet: Panchen Tup-den Ch'os-kyi Nyi-ma dGe-legs rNam-rgyal (Choskyi Nyima Geleg Namgyal) (panchen lama, 1883-1937)
- Vietnam, statul Annam: Duy Tan (Nguyen Vinh-San) (împărat din dinastia Nguyen, 1907-1916)

## America
- Argentina: Jose Figueroa Alcorta (președinte, 1906-1910) și Roque Saenz Pena (președinte, 1910-1914)
- Bolivia: Eliodoro Villazon (președinte, 1909-1913)
- Brazilia: Nilo Pecanha (vicepreședinte, 1909-1910) și Hermes Rodrigues da Fonseca (președinte, 1910-1914)
- Canada: Albert Henry George Grey (guvernator general, 1904-1911)
- Chile: Pedro Montt y Montt (președinte, 1906-1910), Elias Fernandez Albano (președinte, 1910) și Emiliano Figueroa Larrain (președinte, 1910-1911, 1925-1927)
- Columbia: Ramon Gonzalez Valencia (președinte, 1909-1910) și Carlos E. Restrepo (președinte, 1910-1914)
- Costa Rica: Cleto Gonzalez Viquez (președinte, 1906-1910, 1928-1932) și Ricardo Jimenez Oreamuno (președinte, 1910-1914, 1924-1928, 1932-1936)
- Cuba: Jose Miguel Gomez (președinte, 1909-1913)
- Republica Dominicană: Ramon Caceres (președinte, 1906-1911)
- Ecuador: Eloy Alfaro y Arosemena (președinte, 1895-1901, 1906-1911)
- El Salvador: Fernando Figueroa (președinte, 1885, 1907-1911)
- Guatemala: Manuel Estrada Cabrera (președinte, 1898-1920)
- Haiti: Anton Francois Simon (președinte, 1908-1911)
- Honduras: Miguel E. Davila (președinte, 1907-1911)
- Mexic: Porfirio Diaz (președinte, 1876-1880, 1884-1911)
- Nicaragua: Jose Madriz (președinte, 1909-1910) și Jose Dolores Gomez (președinte, 1910)
- Panama: Jose Domingo de Obaldia (președinte, 1908-1910) și Pablo Arosemena (președinte, 1910-1912)
- Paraguay: Emiliano Gonzalez Navero (președinte, 1908-1910, 1912, 1931-1932) și Manuel Gondra (președinte, 1910-1911, 1920-1921)
- Peru: Augusto Bernardino Legula y Salcedo (președinte, 1908-1912, 1919-1930)
- Statele Unite ale Americii: William Howard Taft (președinte, 1909-1913)
- Uruguay: Claudio Williman (președinte, 1907-1911)
- Venezuela: Juan Vicente Gomez (caudillo, 1908-1935)

## Oceania
- Australia: William Humble Ward (guvernator general, 1908-1911)
- Noua Zeelandă: William Lee Plunket (guvernator, 1904-1910) și John Poynder Dickson-Poynder (guvernator, 1910-1912)
- Tonga: George Tupou al II-lea (rege, 1893-1918)